# 170gy busz (Budapest)
A budapesti 170-es (gyors 170-es) jelzésű autóbusz Újpest-Központ és Rákospalota, Csömöri-patak között közlekedett. A vonalat a Budapesti Közlekedési Zrt. üzemeltette.

## Története
A járatot 1990. december 17-én indították 170-es jelzéssel a mai Székely Elek út és Újpest-Központ között, a 3-as metró újpesti szakaszának átadásával egy időben. 1993. június 30-án megszűnt a 170-es busz, a MEDIMPEX felé a 25-ös busz pótolta, a Compack Vállalat felé a 170-est meghosszabbították. A Compack Vállalat felé a 25-ös busz is közlekedett 1996-ig. 1999 áprilisától a Mogyoród útjánál is megállt. 2005. július 1-jétől a Rákospalota, Compack végállomás új neve Rákospalota, Csömöri-patak.
2008. szeptember 6-án a jelzése 170-es lett és új megállóhelyeket is kapott a vonal.

## Útvonala
| Rákospalota, Csömöri-patak felé | Újpest-Központ felé |
| --- | --- |
| Újpest-Központ vá. – Árpád út – István út – Petőfi utca – Kassai utca – Árpád út – felüljáró – Hubay Jenő tér – Bácska utca – Fő út – Csobogós utca – Közvágóhíd utca – Károlyi Sándor út – Székely Elek út – Harsányi Kálmán utca – Rákospalota, Csömöri-patak vá. | Rákospalota, Csömöri-patak vá. – Harsányi Kálmán utca – Visonta utca – Kanizsai Dorottya utca – Székely Elek út – Károlyi Sándor út – Közvágóhíd utca – Csobogós utca – Fő út – Bácska utca – Hubay Jenő tér – felüljáró – Árpád út – Újpest-Központ vá. |

## Megállóhelyei
| 0  | Újpest-Központ végállomás (1990–2008)                                                       | 16 | 20, 25A, 30, 96, 104, 104A, 120, 147 11, 12, 14 | 20, 25A, 30, 96, 96A, 104, 120, 147 12, 14 Helyközi buszok |
| 3  | Árpád üzletház (korábban: Tito utca)                                                        | 14 | 20, 20, 25A, 96, 104, 104A, 120                 | 20, 20, 25A, 96, 96A, 104, 120                             |
| 5  | Árpád Kórház                                                                                | 12 | 25A, 96, 104, 104A                              | 25A, 96, 96A, 104 Helyközi buszok                          |
| 7  | Hubay Jenő tér                                                                              | 10 | 25, 25, 25A, 70, 96, 96, 104, 104A              | 25, 25, 25A, 70, 96, 96, 96A, 104, Palota                  |
| 9  | Csobogós utca                                                                               | 8  | 24, 70, 104, 104A, 177 12                       | 24, 70, 104, 231, Palota 12                                |
| 10 | Mogyoród útja                                                                               | ∫  | Nem érintette                                   |                                                            |
| 11 | Közvágóhíd tér                                                                              | 7  | 24, 70                                          | 24, 70, Palota                                             |
| 12 | Kovácsi Kálmán tér (korábban: Közvágóhíd utca)                                              | 6  | 25, 25, 70                                      | 25, 25, 70                                                 |
| 13 | Árokhát út                                                                                  | 5  | 25, 25, 70 Rákospalota-Kertváros                | 25, 25, 70 Rákospalota-Kertváros                           |
| 14 | Rákospalota, Székely Elek út (korábban: Rákospalota, Sipos Dénes út) végállomás (1990–1993) | 4  | 25, 25, 70, 170                                 | 25, 25, 70                                                 |
| 15 | Kanizsai Dorottya utca (↓) Bútorraktár (↑)                                                  | 3  | Nem érintette                                   |                                                            |
| ∫  | Kanizsai Dorottya utca                                                                      | 2  | Nem érintette                                   |                                                            |
| 16 | Visonta utca (korábban: Délker)                                                             | 1  | Nem érintette                                   |                                                            |
| 18 | Rákospalota, Csömöri-patak (korábban: Rákospalota, Compack) végállomás (1993–2008)          | 0  | Nem érintette                                   |                                                            |